# Крило птахів

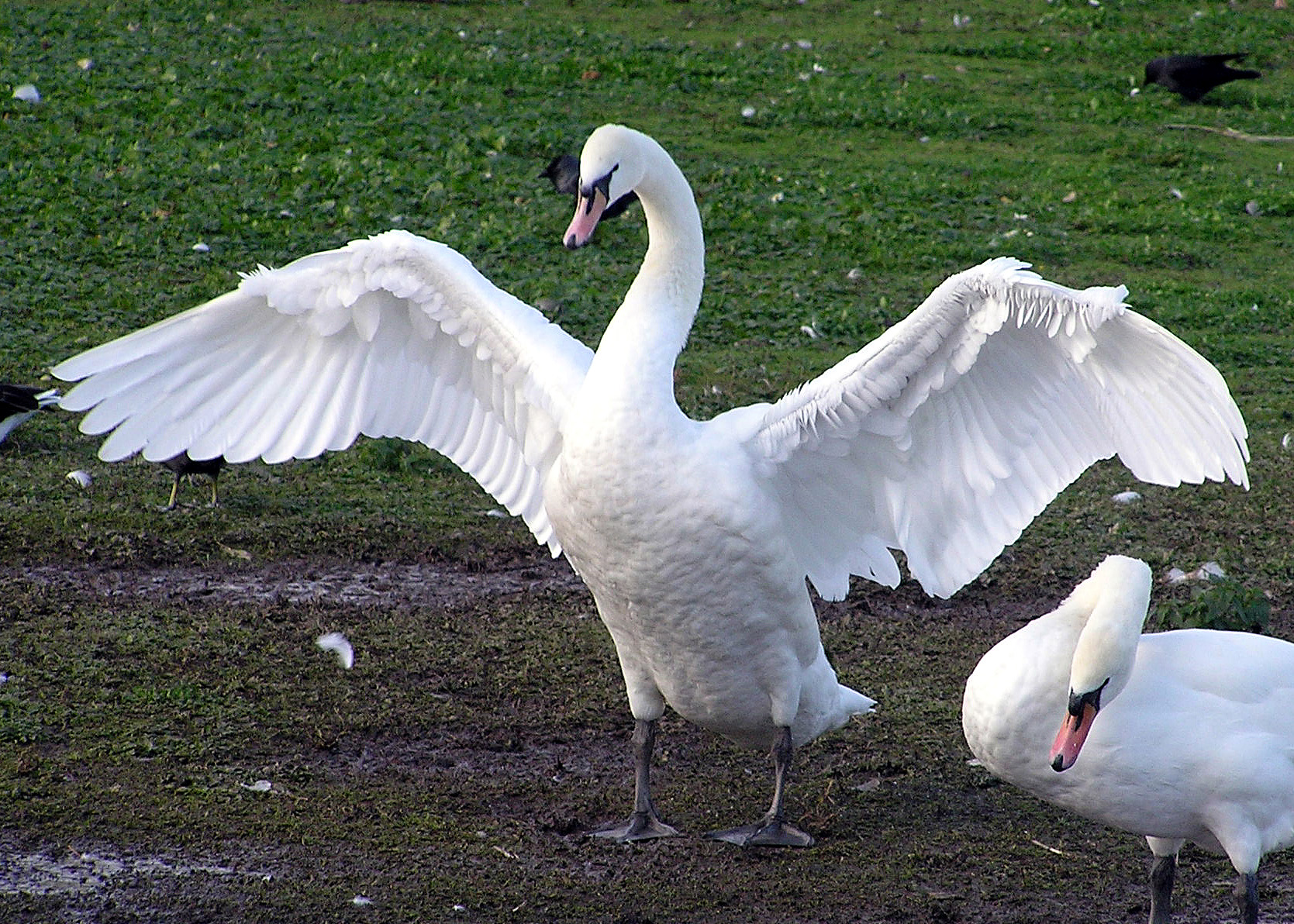
Лебідь-шипун с розгорнутими крилами

Будова крила птаха

Крило птахів — парна передня кінцівка у птахів, будова якої, як правило, дає змогу створювати підйомну силу та надає птахам здатність до польоту, а у деяких птахів, як-от пінгвіни й алькові, дає змогу плавати. У деяких нелітаючих птахів крила або атрофувалися, або відсутні зовсім (наприклад, у ківі). Крила вкриті пір'ям (контурним і пуховим)
Залежно від середовища існування крила можуть бути короткими та довгими, широкими й вузькими.